# Antineutron
Az antineutron a neutron antirészecskéje, egy antibarion, amelyet Bruce Cork és csapata fedezett fel 1956-ban.

## Felfedezése
Egy évvel az antiproton felfedezése után a Bevatron mellett Bruce Cork, Glenn Lambertson, Oreste Piccioni és William Wenzel állítottak fel egy kísérletet.
A kísérlet során a 6,2 GeV-es protonnyalábot berillium céltárgyra ejtették, ahol a kísérleti elrendezés által kiválasztott irányban óránként 300-600 antiproton keletkezett. A velük együtt keletkező negatív mezonokat 6 szcintillációs számláló szűrte ki. Az 1,4 GeV-es antiprotonokat folyadék szcintillátorra ejtették, ahol más folyamatok mellett „töltéscsere” révén antineutronok is keletkeztek:
{\displaystyle {\bar {p}}p\rightarrow {\bar {n}}n}
Ezt követően két műanyag szcintillátor köztük egy ólomréteggel elnyelte a töltött részecskék jelentős részét. A kísérlet fő detektora egy ólomüveg Cserenkov-számláló volt, amelynek anyagában annihilálódtak az antineutronok és antiprotonok. 16 fotoelektron-sokszorozóval figyelték meg a bomlástermékek, töltött pionok által kibocsátott Cserenkov-fényt. A Cserenkov-számláló az antiproton-eredetű annihilációkhoz képest többletet mutatott annihilációs eredetű energiaeloszlásban. A kísérletet megismételték az ólomüveg helyett folyadék szcintillátorral is, ami megerősítette az eredményeket.
Két évvel később, 1958-ban egy buborékkamra-kísérlet szintén megerősítette az antineutron létezését.